# Zebulon (Biblia)
Zebulon (héberül:  זְבוּלֻן) bibliai személy, Jákob 10. fia, aki Leától született. Izráel 12 törzse egyikének ősatyja.
Lea utolsó, hatodik fiaként látta meg a világot. Születésekor az anyja így örvendezett: "Megajándékozott az Isten engem szép ajándékkal; most már velem lakik az én férjem, mert hat fiat szültem néki - és nevezé nevét Zebulonnak." A héber név jelentése: lakóhely.
Életéről keveset tudunk, leszámítva azt, hogy midőn József hívására Egyiptomba költöztek, ő a feleségével és három fiával követte a többi családtagot.

## Zebulon törzse
A izraelita honfoglalás után a számukra kijelölt birtok északon, Áser és Izsakhár törzsének földje közé ékelődött, a későbbi Galilea szívében.